# اریکا اوشتروفسکی
اریکا اوشتروفسکی (انگلیسی: Erika Ostrovsky؛ زادهٔ ۳۰ مهٔ ۱۹۲۶) در وین اتریش، منتقد ادبی اهل ایالات متحده آمریکا است.
در طول مدت ۳ سال اقامت در فرانسه، جایی که او در دانشگاه پاریس تحصیل می‌کرد، او به لویی فردینان سلین نویسندهٔ و پزشک فرانسوی علاقه‌مند شد. او دستیار پروفسور فرانسوی در دانشگاه نیویورک بود.